# Léon Bary
Léon Bary (6 de junio de 1880 – 7 de enero de 1954 fue un actor y director cinematográfico de nacionalidad francesa.

## Biografía
Nacido en París, Francia, fue también conocido como Leon Bary o Leon Barry. Tras un período en el Reino Unido en 1915, en el que dirigió tres filmes mudos, Léon Bary inició al siguiente año su carrera como actor cinematográfico en los Estados Unidos. Sus tres primeras películas en ese país, estrenadas en 1916 y 1917, fueron dirigidas por su compatriota Louis J. Gasnier.
En total, Léon Bary actuó en 21 filmes estadounidenses (todos mudos), continuando a partir de 1925 su carrera en Francia, aunque en 1929 todavía rodó en América La máscara de hierro, película dirigida por Allan Dwan y protagonizada por Douglas Fairbanks. Fairbanks y él ya habían interpretado los mismos papeles en The Three Musketeers, de Fred Niblo (1921). Fue también muy conocido su papel de califa Abdullah en Kismet, de Louis J. Gasnier (1920, con Otis Skinner).
En Europa, y principalmente en Francia, Léon Bary trabajó a partir de 1925, siendo su última actuación un pequeño papel en Frou-Frou, cinta de Augusto Genina estrenada en 1955, un año después de la muerte del actor, ocurrida en París.

## Filmografía completa

### Período americano

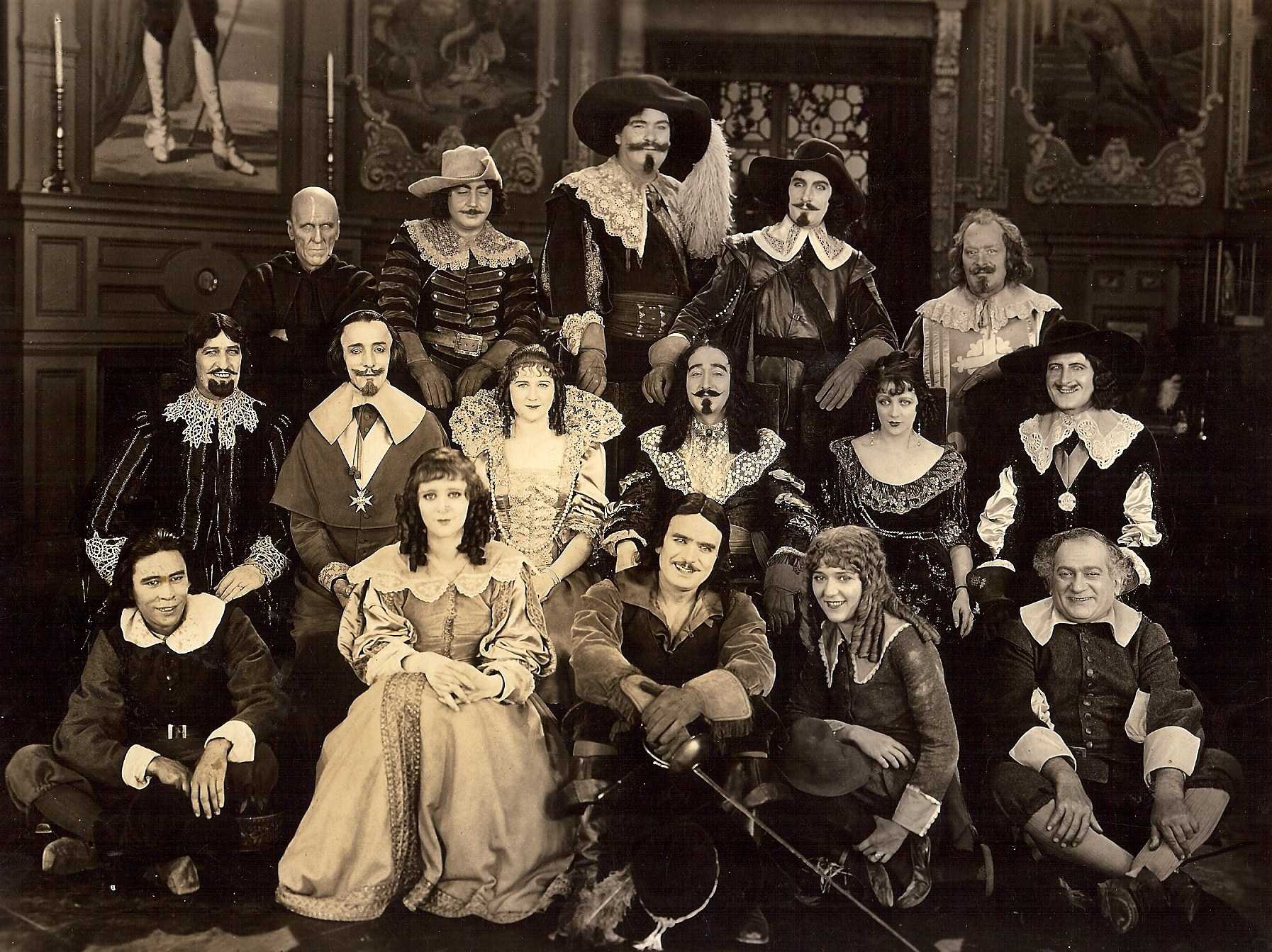
Reparto de The Three Musketeers (1921), de izq. a der.:
- Abajo: Charles Stevens, Marguerite De La Motte, Douglas Fairbanks, Mary Pickford y Sidney Franklin.
- Centro: Boyd Irwin, Nigel De Brulier, Mary MacLaren, Adolphe Menjou, Barbara La Marr y Thomas Holding.
- Arriba: Lon Poff, Eugene Pallette, George Siegmann, Léon Bary y Willis Robards

- 1916 : The Shielding Shadow, de Louis J. Gasnier y Donald MacKenzie
- 1917 : The Mystery of the Double Cross, de Louis J. Gasnier y William Parke
- 1917 : The Seven Pearls, de Louis J. Gasnier y Donald MacKenzie
- 1918 : The Yellow Ticket, de William Parke
- 1920 : Kismet, de Louis J. Gasnier
- 1921 : The Lure of Jade, de Colin Campbell
- 1921 : The Three Musketeers, de Fred Niblo
- 1922 : The Call of Home, de Louis J. Gasnier
- 1922 : The Galloping Kid, de Nat Ross
- 1922 : June Madness, de Harry Beaumont
- 1923 : Suzanna, de F. Richard Jones
- 1923 : The White Flower, de Julia Crawford Ivers
- 1923 : Bucking the Barrier, de Colin Campbell
- 1923 : The Temple of Venus, de Henry Otto
- 1923 : The Grail, de Colin Campbell
- 1924 : The Lightning Rider, de Lloyd Ingraham
- 1924 : The King of the Wild Horses, de Fred Jackman
- 1924 : The Wise Virgin, de Lloyd Ingraham
- 1924 : George Washington, Jr., de Malcolm St. Clair
- 1925 : Midnight Molly, de Lloyd Ingraham
- 1929 : La máscara de hierro, de Allan Dwan

### Periodo europeo
- 1915 : Married for Money (director)
- 1915 : In the Grip of the Sultan (director)
- 1916 : In the Hands of the Spoilers (director)
- 1925 : Ronde de nuit, de Marcel Silver
- 1927 : Palaces, de Jean Durand
- 1927 : Les Mensonges, de Pierre Marodon
- 1928 : La Menace, de Jean Bertin
- 1928 : Le Tourbillon de Paris, de Julien Duvivier
- 1930 : La route est belle, de Robert Florey
- 1930 : Le Secret du docteur, de Charles de Rochefort
- 1931 : 77 Park Lane, de Albert de Courville
- 1931 : Grock, de Carl Boese y Joë Hamman
- 1932 : Der weiße Dämon, de Kurt Gerron
- 1934 : L'Enfant du carnaval, de Alexandre Volkoff
- 1936 : À minuit, le sept, de  Maurice de Canonge
- 1936 : Au service du tsar, de Pierre Billon
- 1937 : Maman Colibri, de Jean Dréville
- 1937 : Tamara la complaisante, de Jean Delannoy y Félix Gandéra
- 1937 : Patricia gets her Man, de Reginald Purdell
- 1938 : Ceux de demain, de Georges Pallu y Adelqui Migliar
- 1938 : Le Puritain, de Jeff Musso
- 1938 : Le Ruisseau, de Maurice Lehmann y Claude Autant-Lara
- 1940 : Sur le plancher des vaches, de Pierre-Jean Ducis
- 1943 : Le Brigand gentilhomme, de Émile Couzinet
- 1944 : Coup de tête, de René Le Hénaff
- 1945 : Dernier Métro, de Maurice de Canonge
- 1946 : Le Capitan, de Robert Vernay
- 1947 : Antoine et Antoinette, de Jacques Becker
- 1947 : La Maison sous la mer, de Henri Calef
- 1948 : Le Cavalier de Croix-Mort, de Lucien Ganier-Raymond
- 1948 : Cité de l'espérance, de Jean Stelli
- 1948 : Mademoiselle s'amuse, de Jean Boyer
- 1949 : Rendez-vous de juillet, de Jacques Becker
- 1949 : Du Guesclin, de Bernard de Latour
- 1950 : Cartouche, roi de Paris, de Guillaume Radot
- 1950 : Trois télégrammes, de Henri Decoin
- 1952 : Casque d'or, de Jacques Becker
- 1955 : Frou-Frou, de Augusto Genina